# Убойная парочка: Старски и Хатч
«Старски и Хатч» (англ. «Starsky & Hutch») — комедийный боевик режиссёра Тодда Филлипса. Является пародийной киноадаптацией одноимённого телесериала 1970-х годов. 
Премьера состоялась 26 февраля 2004 года, в Российской Федерации — 22 апреля 2004 года).
Слоган фильма — «Хорошие Копы. Плохая причёска». 

## Сюжет
Действие происходит в 1970-х годах. Шеф полиции решает сделать напарниками двух непутёвых полицейских.
Детектив Дэвид Старски — самый опытный агент, работающий под прикрытием на улицах Бэй-Сити в Калифорнии. Он маниакально предан своей работе, и ни одно преступление не останется безнаказанным, пока тот на дежурстве, а оно у него не прекращается никогда. Причиной подобной усердности является наследственность и комплекс матери. Дело в том, что его родительница была легендой городской полиции. Старски очень резкий водитель, гоняет на заряженном маслкаре Ford Grand Torino.
Сыну приходится из кожи вон лезть, чтобы доказать, что можно стать суперполицейским, работая не так, как она. А одним из рецептов её успеха был постоянный напарник. И теперь Дэвид меняет партнёров, как перчатки. 
Детектив Кен «Хатч» Хатчинсон имеет собственные взгляды на образ идеального блюстителя порядка. Он всё схватывает на лету, сообразителен и принимает молниеносные решения, но зачастую подобная спешка приводит к провалу операций.
Обеспокоенный шеф местной полиции капитан Доби наконец принимает соломоново решение: объединить двух лучших, но непутевых полицейских в команду и выпустить их на патрулирование города. С первого же дня совместной службы им удаётся выйти на след крупной операции по продаже наркотиков. Всё указывает на богатого бизнесмена Риса Фельдмана, но выдвинуть обвинение пока не получается.
Фельдман, тем временем, уже близок к совершению самой прибыльной сделки в истории наркобизнеса.

## В ролях
| Актёр          | Роль                    |
| -------------- | ----------------------- |
| Бен Стиллер    | Дэвид Старски           |
| Оуэн Уилсон    | Кеннет «Хатч» Хатчинсон |
| Снуп Догг      | Хагги                   |
| Винс Вон       | Рис Фельдман            |
| Эми Смарт      | Холли                   |
| Кармен Электра | Стэйси                  |
| Фред Уильямсон | капитан Доби            |
| Джульетт Льюис | Китти                   |
| Бранд Родерик  | Хизер                   |
| Крис Пенн      | Манетти                 |

| Актёр             | Роль                                  |
| ----------------- | ------------------------------------- |
| Молли Симс        | мисс Фельдман                         |
| Терри Крюз        | Портер                                |
| Джейсон Бейтман   | Кевин                                 |
| Джордж Чунг       | Чау                                   |
| Джеффри Лоренцо   | Уиллис                                |
| Уилл Феррелл      | Большой Эрл                           |
| Пол Майкл Глейзер | оригинальный Дэвид Старски            |
| Дэвид Соул        | оригинальный Кеннет ,,Хатч" Хатчинсон |
| Мэтт Уолш         | Эдди                                  |

## Награды
- Кармен Электра — «Премия канала «MTV»» 2004 года — за лучший поцелуй.